# 梁偉權
梁偉權，JP（1956年12月25日—），是香港遊樂場協會前任總幹事，油尖旺區京士柏選區（E16）前任區議員，睦鄰力量創會主席，西九新動力成員，建制派人士，原職社會福利專業社工，有刑事紀錄。

## 背景
梁偉權在1969年至1976年就讀喇沙書院，1977年至1981年於香港中文大學完成社會科學系榮譽學士學位。他是油尖旺區京士柏選區（E16）前任區議員，2013年3月22日被香港高等法院裁定，涉嫌違反《選舉條例》，其當選無效，被禠奪區議員資格，梁偉權對喪失議席感震驚。同年7月4日，香港終審法院裁定他向終審法院申請上訴被拒。經審訊後，九龍城裁判法院於2014年2月24日裁定梁偉權就涉嫌違反《選舉條例》一案，需要被判罰15,000元。

## 個人生活
梁偉權已婚，與妻子黃氏（Angie）育有1子1女。

## 相關
- 民協林健文

## 外部參考
- 油尖旺區議會成員資料